# Las Peñas de Riglos
Las Peñas de Riglos è un comune spagnolo di 268 abitanti situato nella comunità autonoma dell'Aragona.